# 児玉少介
児玉 少介（こだま しょうすけ、1836年（天保7年10月）- 1905年（明治38年）11月14日）は、幕末の長州藩士、明治期の官僚・政治家。元老院議官、貴族院勅選議員。名・真咸、字・士常。通称・吉太郎、少輔。号・奎海。

## 経歴
長州藩士・児玉惣兵衛真敏、政夫妻の長男として生まれる。藩校・明倫館で学び、その後諸国で修行。文久3年、孝明天皇の石清水八幡宮行幸に供奉する長州藩世子・毛利定広に随行した。下関戦争では癸亥丸に乗組み従軍し、その後、国事に奔走した。
明治維新後、新政府に出仕し、明治5年1月（1872年）京都府十等出仕となる。以後、奈良県十一等出仕、正院印刷局書史課長、大蔵省紙幣大属、内務省図書大属・庶務課長、工部省雇、太政官御用掛、参事院法制部勤務、太政官修史館第五局勤務、工部少書記官、工部省総務局記録課長、内閣臨時建築局庶務部長、同書記部長などを歴任。
1890年6月12日、元老院議官に就任。同年10月20日、元老院が廃止され議官を非職となり、1893年6月21日、依願免本官（諭旨免官）となった。1896年9月11日、貴族院議員に勅選され、死去するまで在任した。
その他、大阪商船監査役、入山採炭監査役などを務めた。

## 墓所
- 青山霊園(1ロ17-9)

## 栄典
位階
- 1890年（明治23年）6月19日 - 従四位[9]
- 1893年（明治26年）6月30日 - 正四位[10]
- 1905年（明治38年）11月14日 - 従三位[11]

勲章等
- 1889年（明治22年）11月29日 - 大日本帝国憲法発布記念章[12]

## 人物
- 風流を嗜み、漢詩を能くした[2]。

## 著作
- 『花影鶴蹤』児玉少介、1898年。
- 『集古梅花詩』上・下、児玉少介、1901年。

## 親族
- 養子 児玉恕忠（陸軍中将）[2]